# فاليري ويلسون ويزلي
فاليري ويلسون ويزلي (بالإنجليزية: Valerie Wilson Wesley)‏ (22 نوفمبر 1947، مقاطعة ويندهام في الولايات المتحدة)؛ كاتِبة مُتخصِّصة في أدب الأطفال، صحفية وروائية أمريكية.